# Хумашах-султанија (ћерка Бајазита II)
Хумашах-султанија (тур. Hümaşah Sultan) је била ћерка Бајазита II и Гулбахар-хатун.

## Биографија
Према старијим историјским изворима, неки предлажу да је можда била рођена сестра Селима I. Удата је 1482. године за Бали-пашу, намесника Анталије, који је касније постао везир у Дивану. Бали-паша је умро 1495. године у Истанбулу, када су џамија и турбе, које је градио у Истанбулу, још били недовршени. Градњу је завршила Хумашах-султанија лично 1504. године.
Следећи брак је убрзо склопила са Карлизаде Мехмед-бегом, који је био намесник Вучитрна, где је пар и живео. Из овог брака Хумашах је имала једног сина, Хусеиншах-бега .
Последњи брак је склопила 1508. године са намесником Скопља, Чобан Мустафа-пашом, са којим је добила четири ћерке које су се звале Уми (тур. Ümmi Hanımsultan), Хани (тур. Hani Hanımsultan), Хума (тур. Hüma Hanımsultan) и Шахземан (тур. Şahzeman Hanımsultan) . Након њене смрти, Мустафа-паша се оженио 1517. године за Хафизе-султанију, ћерку њеног рођеног брата Селима I.
Када је умрла, сахрањена је у Бурмали џамији у Скопљу, одн. у турбету поред (џамија је срушена 1924-25, изграђен је Официрски дом).